# Warrego (rzeka)
Warrego – rzeka przepływająca przez południowo-zachodnie obszary Queensland i północno-zachodnią Nową Południową Walię w Australii. Dopływ rzeki Darling.
Od źródeł na terenie Carnarvon National Park rzeka na krótkim odcinku płynie na zachód ku miejscowości Tambo, stamtąd jednak przyjmuje ogólnie kierunek południowy i płynie tak aż do połączenia z Darling w pobliżu miejscowości Bourke. Dopływami Warrego są rzeki Nive i Langlo.
Nad jej brzegami leżą miejscowości Augathella, Charleville, Wyandra i Cunnamulla. Jedynie Cunnamulla posiada wały przeciwpowodziowe.
Warrego w języku Aborygenów to „rzeka piasku”. Dwa okręty Royal Australian Navy zostały nazwane HMAS „Warrego”.

## Wielkość przepływu
Basen rzeki Warrego jest w większości zbyt suchy, by mógł być wykorzystany pod uprawy; opady bardzo nieregularne wielkości 350-500 mm rocznie. Na naturalną wegetację składają się trawy i inne rośliny stepowe tam, gdzie występują żyźniejsze gleby ilaste, względnie roślinność pustynna na jałowych glebach czerwonych. Większość ziemi wykorzystywana jest do mało intensywnych wypasów owiec i bydła, bowiem rzeka płynie tak nieregularnie, że nie pozwala na nawadnianie. Warrego jest rzeką okresową: bywa że przez wiele lat jest wyschnięta, a znaczniejsze ilości wody zasilają Darling tylko w latach wilgotnych, co niemal zawsze zbiega się ze wzrostem aktywności zjawiska La Niña na południowym Pacyfiku.

## Odpływy
Poniżej miejscowości Wyandra rzeka tworzy szereg odprowadzających wodę odpływów i odnóg. W czasie powodzi potoki Widgeegoara, Kudnapper i Noorama zasilają nadmiarem wody Nebine Creek, dopływ rzeki Culgoa. Cuttaburra Creek łączy Warrego z rzeką Paroo poprzez system kanałów, terenów zalewowych i bagnisk. Odnoga Irrara Creek zasila Kerribree Creek, który przepływa przez kilka bagien, by wreszcie ujść do jeziora Utah.

## Powodzie
Gdy uderza La Niña wzdłuż Warrego zdarzają się powodzie; największe związane z tym zjawiskiem miały miejsce w latach 1950, 1954-1956, 1971, 1973, 1998 i 2008. Najgroźniejsza z odnotowanych powodzi miała miejsce, gdy La Niña nie wykazywała aktywności. W kwietniu 1990 roku, na skutek dwóch szczególnie głębokich, ciągnących ku wschodowi zatok niskiego ciśnienia, w Cunnamulla spadło w ciągu dwóch tygodni ponad 400 mm deszczu (więcej niż przeciętny średni opad w ponad 60% obserwowanych lat). Rzeka, podobnie jak większość dopływów Darling, osiągnęła rekordowy poziom obracając w perzynę miasteczka Augathella Charleville. Najwyższy stan wód rzeki − 8,54 m − odnotowano w Charleville.

## Fauna
Rzeka Warrego jest jedną z nielicznych australijskich rzek, gdzie żyje w warunkach naturalnych introdukowany okoń. Można tu spotkać także żółtego okonia i rybę maccullochella z rodziny skalnikowatych. W roku 2001 Carnarvon Station (pow. 590 km²), wielkie rancho hodowlane w pobliżu źródeł rzeki, zostało pozyskane przez Australian Bush Heritage Fund dla ochrony zagrożonych gatunków fauny.